# Noah Centineo
Noah Gregory Centineo (Miami, 9 de mayo de 1996) es un actor estadounidense.
Conocido por ser «el chico preferido de Netflix» al interpretar las películas de la plataforma:
Swiped (2018),
A todos los chicos de los que me enamoré (2018),
A todos los chicos: P.D. Todavía te quiero (2020),
A todos los chicos: Para siempre (2021),
Sierra Burgess Is a Loser (2018),
La cita perfecta (2019),
así como por interpretar a Jesus Foster en la serie The Fosters y protagonizar en 2023 la serie The Recruit.

## Biografía
Centineo nació en Miami (Florida). Sus padres son Kellee Janel y Gregory Vincent Centineo, un empresario que produjo la película animada Legends of Oz: Dorothy's Return (2013).
Tiene ascendencia italiana y alemana.
Se crio en Boynton Beach (Florida) con su hermana mayor Taylor.
Asistió en la primaria a la BAK Middle School of the Arts, y luego a la Boca Raton Community High School noveno y décimo grado, donde jugó fútbol.
En 2012 se mudó a Los Ángeles para iniciar su carrera actoral.

## Carrera

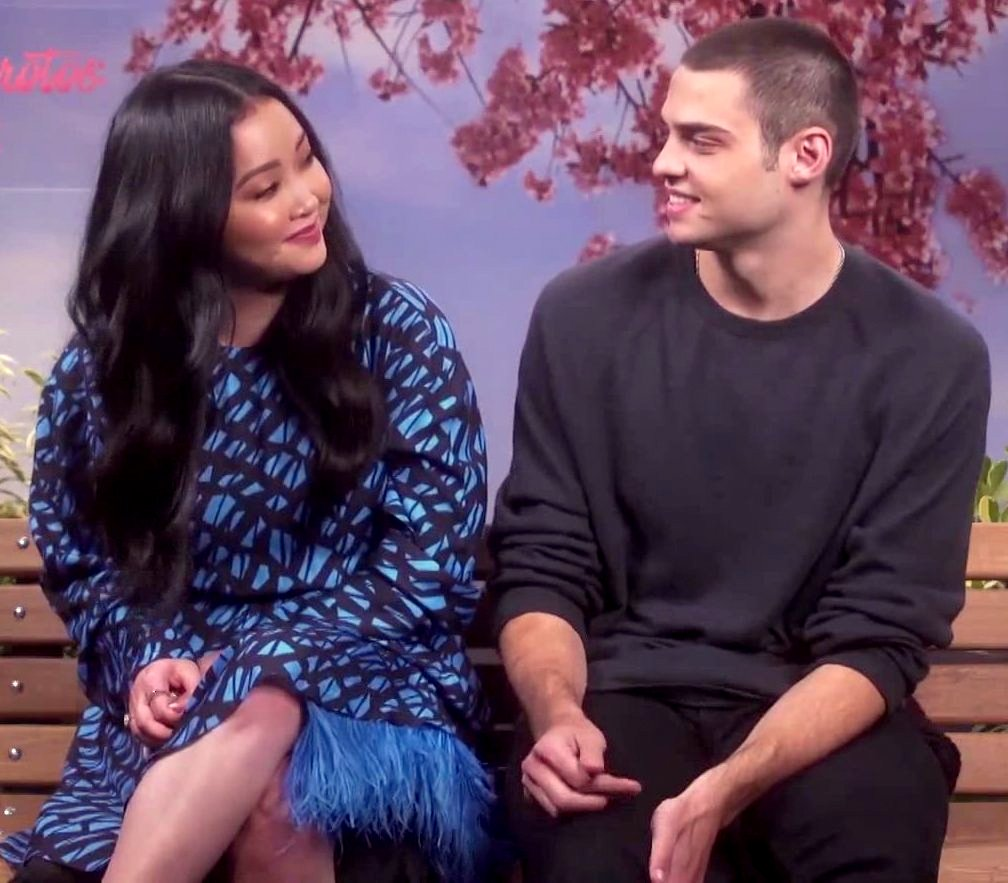
Noah Centineo y Lana Condor en Brasil.

En 2009, protagonizó la película familiar The Gold Retrievers con el personaje de Josh Peters. Luego tuvo papeles menores en series de Disney Channel como Austin & Ally y Shake It Up. Después coprotagonizó la comedia romántica de Disney Channel, How to Build a Better Boy (2014) como Jaden Stark.
El mismo año, fue elegido para interpretar a Ben Eastman en el piloto de la serie también de Disney, Growing Up and Down, pero el proyecto no fue elegido.
En 2015 empezó a interpretar a Jesus Foster en la serie dramática The Fosters, de Freeform.
Hizo su primera aparición en el episodio de la tercera temporada Lucky, emitido el 17 de agosto de 2015.
Por su interpretación, en 2017 fue nominado a los Teen Choice Awards en la categoría Choice Summer TV Star: Male.
En 2017, Centineo empezó a interpretar a Hawk en la serie dramática de go90 T@gged,
e interpretó al surfista/artista Johnny Sanders Jr. en la película de comedia romántica coming-of-age SPF-18.
Centineo protagonizó dos películas de comedia adolescente originales de Netflix en 2018. Interpretó a Peter Kavinsky en la adaptación de la novela romántica de Jenny Han, To All the Boys I've Loved Before,
y el protagonista masculino en Sierra Burgess is a loser.
En 2019 protagonizó la película romántica The Stand-In como Brooks Rattigan.
También participó en la película dramática ambientada en los años 1930, dirigida por Jackie Chan, The Diary, protagonizada por Jaycee Chan y Tini Stoessel.
También tuvo papeles y cortos en videos musicales de cantantes famosos. En 2017 apareció en el video musical Havana junto a Camila Cabello, en el que interpreta el interés amoroso de la cantante.
En 2018, este video ganó el MTV Video Music Award.
Noah Centineo también tuvo una pequeña aparición en el video musical de Arty, titulada Save me tonight.
También ha trabajado en spots publicitarios para Netflix y para la marca de ropa Calvin Klein.

## Filmografía
| Año  | Título                                     | Personaje                     | Notas        |
| ---- | ------------------------------------------ | ----------------------------- | ------------ |
| 2009 | The Gold Retrievers                        | Joshua Peters                 |              |
| 2011 | Turkles                                    | David                         |              |
| 2012 | Wordplay                                   | Carter Phillips               |              |
| 2014 | How to Build a Better Boy                  | Jaden Stark                   |              |
| 2016 | Penguin Flu                                | Brandon Bradley               |              |
| 2017 | SPF 18                                     | Johnny Sanders Jr.            | Protagonista |
| 2017 | Can't Take It Back                         | Jake Roberts                  |              |
| 2018 | Swiped                                     | Lance Black                   |              |
| 2018 | Sierra Burgess Is a Loser                  | Jamey                         | Protagonista |
| 2018 | A todos los chicos de los que me enamoré   | Peter Kavinsky                | Protagonista |
| 2019 | La cita perfecta                           | Brooks Rattigan               | Protagonista |
| 2019 | Los ángeles de Charlie                     | Langston                      |              |
| 2020 | A todos los chicos: P.D. Todavía te quiero | Peter Kavinsky                | Protagonista |
| 2021 | A todos los chicos: Para siempre           | Peter Kavinsky                | Protagonista |
| 2022 | Black Adam                                 | Atom Smasher/Albert Rothstein |              |
| 2023 | Dream Scenario                             | Dylan                         |              |
| TBA  | Warfare                                    | TBA                           |              |
| 2026 | Street Fighter                             | Ken Masters                   |              |

| Año             | Título                    | Personaje                | Notas                                       |
| --------------- | ------------------------- | ------------------------ | ------------------------------------------- |
| 2011—2012       | Austin & Ally             | Dallas                   | personaje recurrente                        |
| 2013            | Marvin Marvin             | Blaine Hotman            | Episodio: «Double date»                     |
| 2013            | Shake it up               | Monroe                   | Episodio: «Psych it up»                     |
| 2013            | Ironside                  | Chico 2                  | Episodio: «Infracciones menores»            |
| 2014            | Growing up and down       | Ben Eastman              |                                             |
| 2014            | Jessie                    | Rick Larkin              | Episodio: «Hoedown showdown»                |
| 2014            | See Dad Run               | Carson Castle            | Episodio: «See Dad watch Janie run away»    |
| 2014            | Newsreaders               | Josh                     | Episodio: «F-Dancing, are you decent?»      |
| 2014            | How to Build a Better Boy | Jaden Stark              | coprotagonista                              |
| 2015–2018       | The Fosters               | Jesus Adams Foster       | coprotagonista (temporadas 3-5)             |
| 2017–2018       | T@gged                    | Hawk Carter              | personaje recurrente, 20 episodios          |
| 2019            | Good Trouble              | Jesus Adams Foster       | Episodio: «Byte Club»                       |
| Save me tonight | Arty                      | coprotagonista, director |                                             |
| 2022—presente   | The Recruit               | Owen Hendricks           | Protagonista, serie de TV MAX (9 episodios) |
| 2025            | XO, Kitty                 | Peter Kavinsky           | Cameo, serie de Netflix (1 episodio)        |